# Duif (sterrenbeeld)

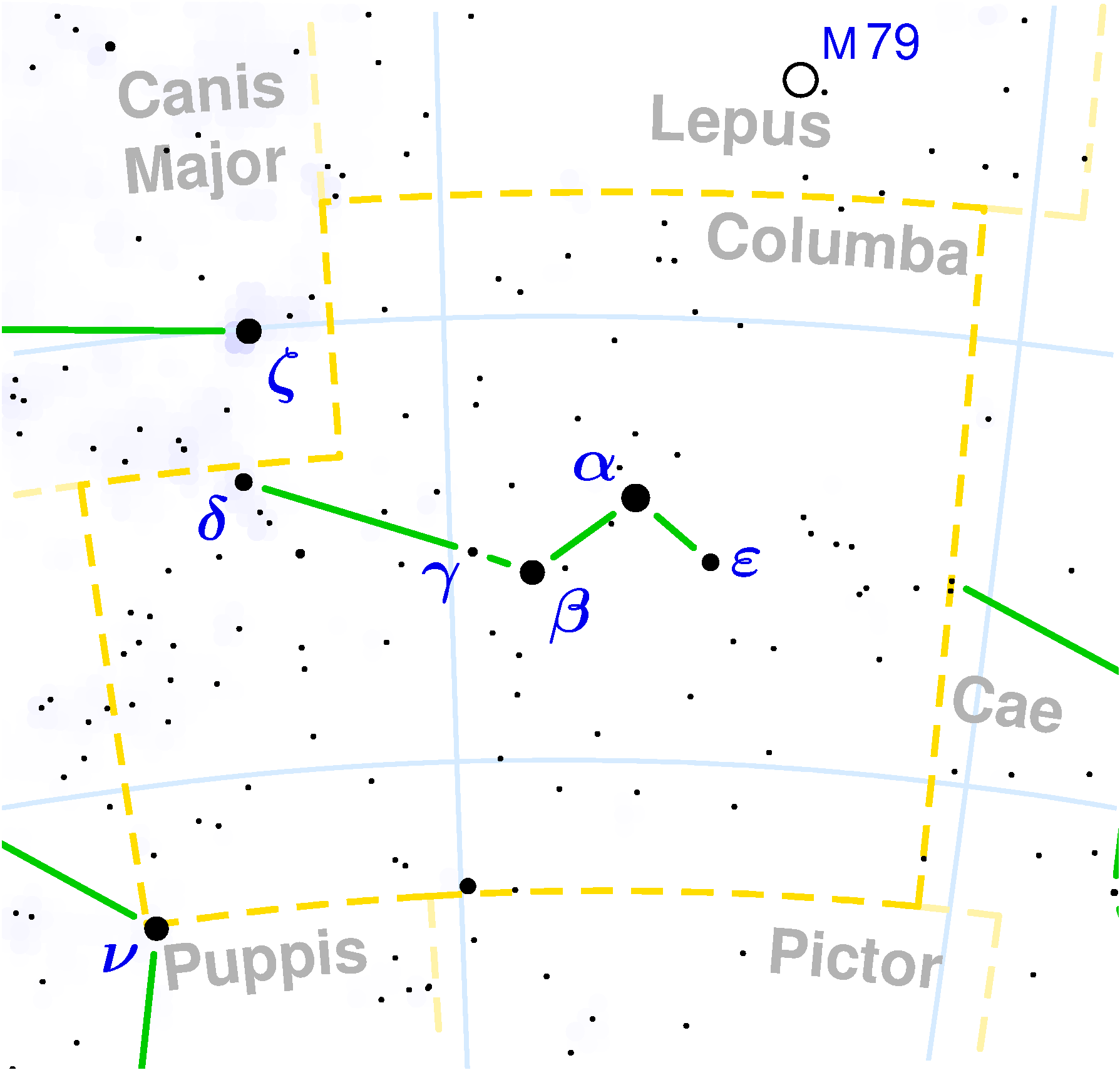
Kaart van het sterrenbeeld Duif.

Duif (Columba, afkorting Col) is een klein sterrenbeeld aan de zuidelijke hemelkoepel tussen rechte klimming 5u 03m en 6u 28m en tussen declinatie −27° en −43°. Het is vanaf de breedte van de Benelux nauwelijks te zien. De Duif werd in 1592 geïntroduceerd door Petrus Plancius als "Columba Noachi", de duif die door Noach losgelaten werd na de zondvloed.

## Sterren
(in volgorde van afnemende helderheid)
- Phact (α, alpha Columbae)
- Wezn (β, beta Columbae)

## Telescopisch waarneembare objecten

### New General Catalogue(NGC)
NGC 1792, NGC 1800, NGC 1808, NGC 1811, NGC 1812, NGC 1827, NGC 1851, NGC 1879, NGC 1891, NGC 1963, NGC 1989, NGC 1992, NGC 2049, NGC 2061, NGC 2090, NGC 2188, NGC 2255

### Index Catalogue (IC)
IC 2122, IC 2135, IC 2136, IC 2147, IC 2150, IC 2153, IC 2155, IC 2158

## Aangrenzende sterrenbeelden
(met de wijzers van de klok mee)
- Haas (Lepus)
- Graveerstift (Caelum)
- Schilder (Pictor)
- Achtersteven (Puppis)
- Grote Hond (Canis Major)